# Седаков, Ливерий Павлович
Ливерий Павлович Седаков — советский хозяйственный, государственный и политический деятель.

## Биография
Родился в 1928 году. Член КПСС.
Образование высшее (окончил Ленинградский кораблестроительный институт).
С 1954 года — на хозяйственной, общественной и политической работе.
В 1957—1991 гг. — инженер, научный сотрудник, доцент, старший научный сотрудник, профессор, заместитель директора по судовой энергетике ЦНИИ им. акад. A. Н. Крылова.
C 1991 гг. — главный научный сотрудник ЦНИИ им. акад. A. Н. Крылова.
Лауреат Государственной премии СССР (1968).
Лауреат Ленинской премии (1988)
Жил в Санкт-Петербурге.

## Награды
- Орден Октябрьской Революции[1]
- Орден Трудового Красного Знамени[1]
- Орден Дружбы Народов[1]
- Заслуженный деятель науки и техники Российской Федерации (28 июня 1994) — за заслуги в научной деятельности